# Pidlisivka, Iampol
Pidlisivka (în ucraineană Підлісівка) este un sat în comuna Sloboda-Pidlisivska din raionul Iampol, [regiunea Vinița]], Ucraina.

## Demografie
Componența lingvistică a localității Pidlisivka
     Ucraineană (98,96%)
     Alte limbi (1,04%)
Conform recensământului din 2001, majoritatea populației localității Pidlisivka era vorbitoare de ucraineană (98,96%), existând în minoritate și vorbitori de alte limbi.